# Kozani (perifereiakí enótita)
Kozani (grekiska: Περιφερειακή ενότητα Κοζάνης, Perifereiakí enótita Kozánis) är en regiondel (perifereiakí enótita), till 2010 prefekturen Nomós Kozánis, i regionen Västra Makedonien i norra Grekland med 150 196 invånare (2011) och en yta på 3 516 km². Huvudstad är Kozani. 

## Administrativ indelning
Regiondelen är indelad i fem kommuner. Fram till 2019 fyra kommunner när Dimos Servia-Velventos delades i två.
- Dimos Eordaia
- Dimos Kozani
- Dimos Servia
- Dimos Velventos
- Dimos Voio

### Prefekturen
Prefekturen var indelad i 17 kommuner och 3 samhällen.